# Costanera (El Rosario)
Costanera es una entidad de población del municipio de El Rosario, en la isla de Tenerife —Canarias, España—.

## Características
Se encuentra situado a unos doce kilómetros al este del centro municipal, a una altitud media de 144 m s. n. m. Se trata de una zona residencial formada por urbanizaciones.

## Demografía
| Año        | 2008 | 2009 | 2010 | 2011 | 2012 | 2013 | 2014 | 2015 |
| ---------- | ---- | ---- | ---- | ---- | ---- | ---- | ---- | ---- |
| Habitantes | 426  | 475  | 512  | 572  | 584  | 606  | 617  | 650  |

## Comunicaciones
Se accede a través de la Autopista del Sur TF-1.

### Transporte público
En autobús —guagua— queda conectado mediante las siguientes líneas de TITSA: 
| Línea | Trayecto                                        | Recorrido     |
| ----- | ----------------------------------------------- | ------------- |
| 940   | Intercambiador - Acorán - Costanera             | Horario/Línea |
| 941   | Intercambiador - Añaza - Acorán - Boca Cangrejo | Horario/Línea |